# Floridablanca
Floridablanca é uma municipalidade do departamento de Santander, Colombia, faz parte da área metropolitana de Bucaramanga. Tém uma extensão aproximada de 97 km² e uma população de 258 509. Floridablanca é conhecida pelas obleas, o turismo, os parques e ter sido centro do desenvolvimento da região durante os últimos anos.

## Historia

### Guanes
O território atual e os arredores foram dominados pelo cacique Guane. Contudo, a cidade provávelmente não foi centro humano importante pois perto ficava uma triple fronteira onde convergiram Guanes, Yariguies e Chitarreros tornando-a uma área muito perigosa para morar.